# Le Mélange des genres
Pour plus de détails, voir Fiche technique et Distribution.
Le Mélange des genres est une comédie dramatique française réalisée par Michel Leclerc et sortie en 2025,.

## Synopsis
Une policière, Simone, infiltre un collectif féministe qui pourrait être lié à une affaire de meurtre. D'abord rétive en raison de son conservatisme, elle est progressivement convaincue par leurs idées. Lorsque son identité risque d'être identifiée par les militantes, elle détourne l'attention en accusant de viol Paul, un homme pourtant lui-même féministe et a priori inoffensif.

## Fiche technique
Sauf indication contraire, les informations mentionnées dans cette section peuvent être confirmées par les bases de données cinématographiques IMDb et Allociné,  présentes dans la section « Liens externes ».
- Titre original : Le Mélange des genres
- Réalisation : Michel Leclerc
- Scénario : Michel Leclerc et Baya Kasmi
- Musique : Vincent Delerm
- Décors : Anna Brun
- Costumes : Elfie Carlier
- Photographie : David Cailley
- Son : Sandy Notarianni, Katia Boutin et Olivier Guillaume
- Montage : Christel Dewynter
- Production : Muriel Meynard
- Société de production : Le Bureau
- Société de distribution : Le Pacte
- Budget : 4,6 millions d'euros
- Pays de production :  France
- Langue originale : français
- Format : couleur — 2,39:1 — son 5.1
- Genre : comédie dramatique
- Durée : 103 minutes
- Dates de sortie :
  - France : 16 avril 2025

## Distribution
- Léa Drucker : Simone
- Benjamin Lavernhe : Paul Lemaire
- Melha Bedia : Sofia
- Vincent Elbaz : Jean-Jacques
- Julia Piaton : Charlotte Landowski
- Judith Chemla : Marianne
- Joy Souque : Maia
- Marguerite Dedeyan : Léa
- Vincent Delerm : le pianiste[3]

## Production
Lors de l'ouverture du casting en février 2024, c'est l'acteur Vincent Macaigne qui avait été annoncé dans le rôle de Simon quand le film portait encore le nom de « Pourvu qu'il soit doux ».

## Distinctions
- Prix d'interprétation masculine du festival international du film de comédie de l'Alpe d'Huez 2025 pour Benjamin Lavernhe[5].